# Basilica dei Santi Silvestro e Martino ai Monti
La basilica dei Santi Silvestro e Martino ai Monti, anche conosciuta come San Martino ai Monti, è un luogo di culto cattolico del centro storico di Roma, situato nel rione Monti, e affidato da secoli ai frati carmelitani dell'antica osservanza.
Sulla basilica insiste il titolo cardinalizio dei Santi Silvestro e Martino ai Monti, dal 2010 retto da Kazimierz Nycz.

## Storia
La basilica fu fondata da Silvestro I su un terreno donato da un esponente della famiglia degli Equizi (da cui il nome di Titulus Equitii) nel IV secolo. Agli inizi era un oratorio dedicato a tutti i martiri. Si sa che un incontro preparatorio del Primo concilio di Nicea fu tenuto qui nel 324.
L'attuale chiesa di San Martino ai Monti data dall'era Carolingia, ma una struttura colonnata del III secolo è stata individuata sotto ed accanto ad una chiesa posteriore.
Questo ha spinto alcuni studiosi ad identificare questa struttura con il Titulus Equitii, ma secondo Hugo Brandenburg, non sembra che sia possibile che sia servita come un posto per riunioni per una comunità ampia e per le sue esigenze liturgiche: lo scopo originale di questo pressoché modesta sala ... fu probabilmente di servire come spazio di immagazzinamento per usi commerciali.
Nel 500, la chiesa fu ricostruita e dedicata ai santi Martino di Tours ed a papa Silvestro I da papa Simmaco.
In questa occasione, la chiesa fu sopraelevata ed il primo oratorio divenne sotterraneo.
Fu ricostruita di nuovo da Adriano I nel 772 e da Sergio II nell'845. La struttura della chiesa attuale segue la chiesa antica e molte parti sono state riusate.
Ulteriori trasformazioni furono eseguite da Filippo Gagliardi nel XVII secolo.

## Descrizione

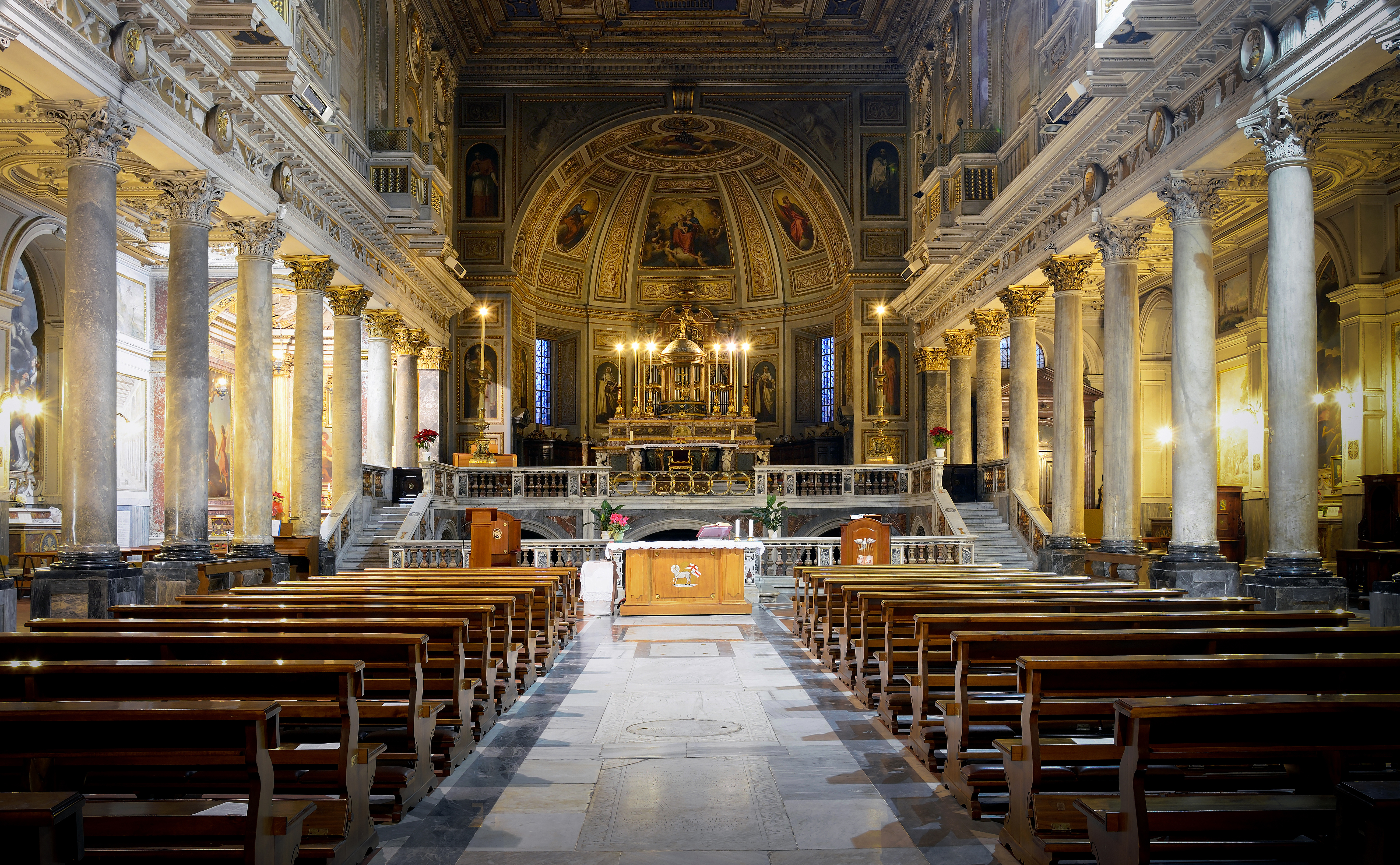
Interno

L'interno ha tre navate con colonne antiche. Una lampada votiva d'argento è conservata nella sacrestia: si ritiene che sia stata fatta con la tiara di San Silvestro.
Sotto l'altare si trovano le reliquie dei santi Artemio, Paolina e Sisinnio, traslate qui dalle catacombe di Priscilla. Un mosaico raffigurante Madonna con San Silvestro è del VI secolo.

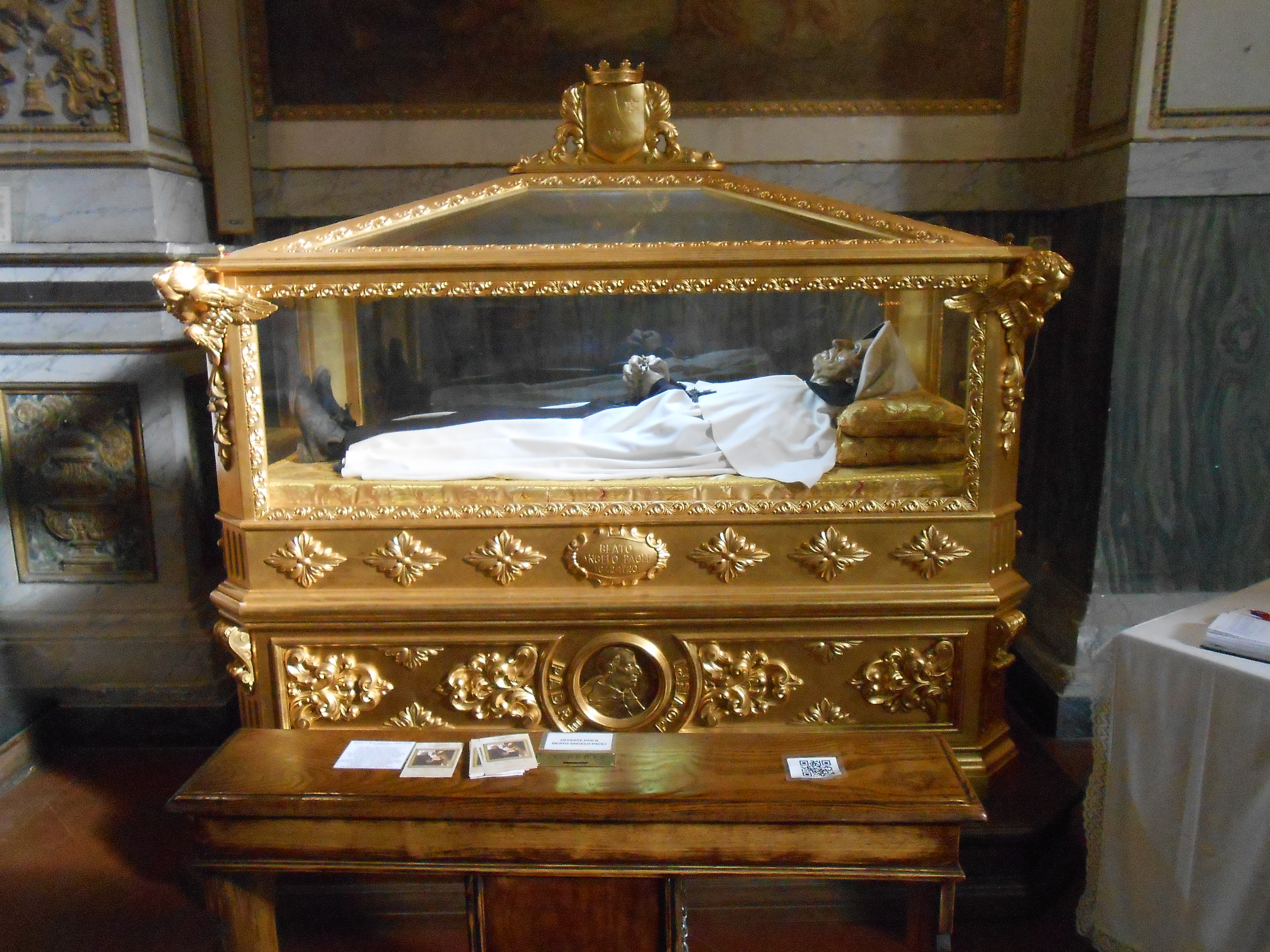
beato Angelo Paoli, padre dei poveri

Sulla parete della navata sinistra sono raffigurati gli interni della basilica di San Giovanni in Laterano (dipinto murale attribuito a Gaspard Dughet, 1635-1640) e della basilica di San Pietro (affresco seicentesco di Filippo Gagliardi, così come apparivano all'epoca in cui furono rappresentati.
Dietro il monumentale altare si trova l'Organo a canne costruito da Zenoni entro una cassa del XVIII secolo. Lo strumento, a trasmissione elettrica, ha due tastiere e una pedaliera e sostituisce un preesistente strumento Vegezzi Bossi oggi nella chiesa dei carmelitani a Sassari.
Tra i titolari del Titulus Ss. Silvestri et Martini in Montibus ci sono stati i futuri papi Pio XI e Paolo VI.
All'interno è presente la sepoltura del beato Angelo Paoli (padre dei poveri).